# Mijaíl Batyanov
Mijaíl Ivanovich Batyanov (en ruso: Михаил Иванович Батьянов; 1835 - Petrogrado, Imperio ruso; 5 de diciembre de 1916) fue un general en el Ejército Imperial Ruso.

## Biografía
Batyanov se graduó en el Cuerpo de Cadetes de la Marina en 1852, y sirvió en la Flota del Mar Negro de la Marina Imperial Rusa en las campañas del Cáucaso de 1852-1854. Como parte de un batallón de infantería naval se distinguió en la batalla de Sebastopol durante la Guerra de Crimea, donde fue herido. Fue condecorado con la Orden de Santa Ana, 3.ª clase con espadas (1854), y la Orden de San Vladimir, 4.ª clase con espadas (1855) durante la guerra.
Después, Batyanov fue transferido al Ejército Imperial Ruso, sirviendo en la Guardia Imperial y después en el 56.º Regimiento de Infantería de Zhytomyr en 1861. Le fue concedida la Espada Dorada por Valentía en las campañas de la Guerra del Cáucaso en 1864 y fue promovido a coronel e 1867 y comandante del 80.º Regimiento de Infantería Cabardino. Promovido a adjunto en 1871, participó en la sofocación de un alzamiento en la región del Térek. Batyanov recibió la Orden de San Jorge, 4.ª clase en 1873 por sus acciones como guardiamarina en la Guerra de Crimea.
En 1877, Batyanov fue promovido a mayor general, y al año siguiente recibió el mando de la 2.ª Brigada de la 1.ª División de Granaderos. Al año siguiente, recibió la Orden de Santa Ana, 1.ª clase y la Orden de San Estanislao, 1.ª clase con espadas. Fue comandante de la Tercera Brigada de Infantería entre 1881-1886. Promovido a teniente general, después comandó la 13.ª y 23.ª Divisiones de Infantería. En 1883, fue condecorado con la Orden de San Vladimir, 2.ª clase.
Entre 1893-1896, Batyanov fue comandante del 12.º Cuerpo de Ejército en el Distrito Militar de Kiev. Introdujo muchas innovaciones, incluyendo armamento de disparo rápido (metralletas) y nuevas tácticas, poniendo fuerte énfasis en la modernización del entrenamiento. Por ello, se ganó la fuerte desaprobación de su superior, el General Mijaíl Dragomirov, quien obligó a Batyanov a entrar en la reserva. No obstante, Batyanov fue reinstalado solo un año después, esta vez como comandante del 16.º Cuerpo de Ejército, que de nuevo intentó modernizar. En 1903, fue promovido a General de Infantería y nombrado para el Consejo Militar. Durante la Guerra ruso-japonesa, fue nombrado comandante del Tercer Ejército de Manchuria en mayo de 1905, remplazando al General Alexandr von Bilderling tras la batalla de Mukden. Ayudó a organizar una nueva línea defensiva al norte de Mukden contra otra posible ofensiva japonesa.
Batyanov se retiró en enero de 1911 y murió en Petrogrado el 5 de diciembre de 1916. Su tumba fue en el monasterio de Alejandro Nevski.

## Condecoraciones
- 1854  Orden de Santa Ana 3.º grado
- 1855  Orden de San Vladimir 4.º grado
- 1864  Espada Dorada por Valentía
- 1873  Orden de San Jorge, 4.º grado
- 1879  Orden de San Estanislao 1.º grado
- 1880  Orden de Santa Ana 1.º grado
- 1883  Orden de San Vladimir 2.º grado